# J.J. Johnson
J.J. Johnson, właśc. James Louis Johnson (ur. 22 stycznia 1924 w Indianapolis, zm. 4 lutego 2001 tamże) – amerykański puzonista jazzowy, jeden z najważniejszych puzonistów ery bebopu, wirtuoz tego instrumentu.

## Kariera
W latach 1941–1942 grał z lokalnymi zespołami Clarence’a Love’a i Snookuma Russella. Następnie dołączył do zespołu Benny’ego Cartera, z którym występował w latach 1942-1945. W tym big-bandzie dokonał się swojego pierwszego nagrania, którym był utwór Love for Sale z 1943 roku. Już wtedy zauważalny był jego niezwykły talent do gry na puzonie i zagrał w tym utworze solo. Rok później zespół Cartera zagrał koncert Jazz at the Philharmonic, który był pierwszym występem w ramach tego przedsięwzięcia.
Po współpracy z Bennym Carterem Johnson został członkiem grupy Counta Basiego, w której występował od 1945 do 1946. Do 1950 grał z największymi gwiazdami bebopu. W 1947 nagrywał z Charliem Parkerem, a w latach 1947-1949 był muzykiem Dizzy’ego Gillespie i Illinoisa Jaqueta.
W roku 1949 wszedł w skład nonetu Milesa Davisa, z którym nagrał płytę  Birth of the Cool.
W latach 1950–1952 kontynuował współpracę z Davisem oraz był członkiem Metronome All-Stars i sidemanem Oscara Pettiforda. Z tego okresu pochodzą również pierwsze nagrania Johnsona jako lidera. W studio wspierali go między innymi Bud Powell i debiutujący wówczas Sonny Rollins.
W 1952 przerwał na dwa lata karierę, by zacząć regularną pracę zarobkową. Jednak w 1954 postanowił połączyć siły z duńskim puzonistą Kaiem Windingiem w ramach duetu Jay & Kai. Duet intensywnie koncertował, lecz Johnson z czasem postanowił poświęcić się pisaniu muzyki autorskiej i wydawał liczne albumy solowe. Następnie zaczął pisać utwory dla telewizji i przeprowadził się do Hollywood. Mimo wszystko nadal grał jazz i w 1961 razem z przyjacielem Andre Previnem, muzykiem klasycznym nagrał płytę zadedykowaną Kurtowi Weillowi Andre Previn and J.J. Johnson Play Mack the Knife and Bilbao Song. W tym okresie Johnson prowadził również kwintet, w którym występował, między innymi Bobby Jaspar.
W latach 1961-1962 wrócił do współpracy z Milesem Davisem. Wciąż ciesząc się uznaniem wygrywał plebiscyty magazynu Downbeat. Jednak przez lata nie koncertował. Pierwszą od dawna trasę koncertową zagrał w 1977. W latach 80. założył kwartet, w którego skład wszedł Ralph Moore.
W 1994 nagrał uznawany za jego najlepszy album Tangence. Podczas nagrań wspierała go 50-osobowa orkiestra idola puzonisty Roberta Farnona. Przez całe lata 90. odnosił największe sukcesy. Później zachorował na raka prostaty i popełnił samobójstwo 4 lutego 2001.

## Dyskografia
- Sonny Stitt / Bud Powell / J.J. Johnson (z Budem Powellem i Sonnym Stittem) (1950)[4]
- Jay & Kai (jako Jay & Kai) (1954)[4][5]
- Kai And Jay, Bennie Green With Strings (jako Jay & Kai z Bennie Greenem) (1954)[4][5]
- Trombone for Two (jako Jay & Kai) (1955 lub 1956)[4][5]
- Dave Brubeck  and Jay & Kai at Newport (jako Jay & Kai z Dave’em Brubeckiem) (1956)[4][5]
- Trombone by Three (z Kai Windingiem i Bennie Greenem) (1956)[4][5]
- Stan Getz and J.J Johnson at the Opera House (ze Stanem Getzem) (1957)[4]
- Blue Trombone (1957)[4]
- First Place (1957)[4]
- J.J. Johnson's Jazz Quartets (1957)[4]
- A Touch of Satin (1960)[4]
- Andre Previn and J.J. Johnson Play Mack the Knife and Bilbao Song (z Andre Previnem) (1961)[3]
- Trombone Master (1961)[4]
- Man and Boy (Original Motion Picture Store) (1971)[4]
- Yokohoma Concert (1977)[4]
- Concepts in Blue (1980)[4]
- Aurex Jazz Festival (1982): All Star Jam (1982)[4]
- Let's Hang Out (1993)[4]
- Tangence (z Robertem Farnonem) (1994)[3][4]
- Heroes (1999)[4]

## Największe przeboje
- Blue Trombone[6]
- Lament[2][6]
- Cry Me a River[7]
- Better Days[8]
- Wee Dot[8]